# Wendelgraben
Wendelgraben ist eine Ortschaft und eine Katastralgemeinde der Stadtgemeinde Groß Gerungs im Bezirk Zwettl in Niederösterreich.

## Geschichte
Laut Adressbuch von Österreich war im Jahr 1938 in Wendelgraben ein Schuster ansässig.

## Siedlungsentwicklung
Zum Jahreswechsel 1979/1980 befanden sich in der Katastralgemeinde Wendelgraben insgesamt 18 Bauflächen mit 7.066 m² und 4 Gärten auf 361 m², 1989/1990 gab es 18 Bauflächen. 1999/2000 war die Zahl der Bauflächen auf 44 angewachsen und 2009/2010 bestanden 29 Gebäude auf 44 Bauflächen.

## Bodennutzung
Die Katastralgemeinde ist landwirtschaftlich geprägt. 86 Hektar wurden zum Jahreswechsel 1979/1980 landwirtschaftlich genutzt und 54 Hektar waren forstwirtschaftlich geführte Waldflächen. 1999/2000 wurde auf 69 Hektar Landwirtschaft betrieben und 71 Hektar waren als forstwirtschaftlich genutzte Flächen ausgewiesen. Ende 2018 waren 64 Hektar als landwirtschaftliche Flächen genutzt und Forstwirtschaft wurde auf 71 Hektar betrieben. Die durchschnittliche Bodenklimazahl von Wendelgraben beträgt 19,5 (Stand 2010).